# Emil Adamič

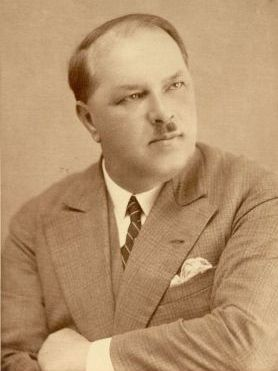
Emil Adamič

Emil Adamič (auch: Emij Adamič, Milan Adamič; * 25. Dezember 1877 in Dobrova; † 6. Dezember 1936 in Ljubljana, Königreich Jugoslawien) war ein jugoslawischer, slowenischer Komponist, Musikpädagoge und Musikkritiker.

## Familie
Seine Eltern waren der Lehrer und Organist Avgust Adamič und Katarina Adamič geb. Brus. Er war das vierte von elf Kindern. Der Schriftsteller und Regisseur Ernest Adamič (* 12. November 1898; † 12. Mai 1977) und der Musiker Viktor Adamič (* 10. Februar 1876; † 17. März 1924) waren seine Brüder. Der Dirigent und Komponist Bojan Adamič (* 9. August 1912; † 3. November 1995) war sein Neffe. 1906 heiratete er Hana Keber.

## Leben

### 1877 bis 1914 – Kindheit und Studium
1879 zog die Familie von Emil Adamič von Dobrova nach Ljubljana. Sein Vater unterrichtete ihn in Musiktheorie, Harmonielehre und im Klavierspiel. Mit sieben Jahren sang er im Kirchenchor von St. Peter, den sein Vater dirigierte. Er besuchte auch die Grundschule von St. Peter. Mit zehn Jahren 1887 erhielt er Violinunterricht bei Edvard Fran Stiaral und in Musiktheorie und Gesang bei Fran Gerbič. Er verrichtete früh Organistendienst und leitete den Kirchenchor seines Vaters. Nach der Grundschule ging er aufs Gymnasium und erhielt Musikunterricht bei Anton Förster. 1892 wechselte er auf eine Schule zur Lehrerausbildung, um dort eine bessere Musikausbildung zu erhalten. Hier unterrichteten ihn Matej Hubad und Josip Čerin in Harmonielehre, Orgel und Gesang. Bei Hans Gerstner erhielt er Violinunterricht. Er leitete ein Tamburica-Orchester. 1897 legte er die Reifeprüfung (Matura) ab. Er begann intensiv zu komponieren und arbeitete an der Musikzeitung Novi Akordi mit. 1901 veröffentlichte er zwei Chorwerke. 1903 ging er als Lehrer nach Kamnik. Hier komponierte er Chormusik, Klavierstücke und Lieder. Er nahm an verschiedenen Wettbewerben teil und erwarb mehrere Auszeichnungen. Auf eigenen Wunsch wurde er 1909 nach Triest versetzt. Er unterrichtete an einer Grundschule, leitete einen Chor und gab Klavierunterricht. Adamič schrieb sich im Herbst 1911 am Konservatorium in Triest ein und wurde in die Kompositionsklasse von Anton Zampieri eingegliedert. Ein weiterer Lehrer war Gialdino Gialdini. Sein Klavierdozent war Fabio Rimini. Im Juni 1912 verließ er das Konservatorium ohne Abschluss, aber mit Auszeichnung, da der Konservatoriumsbetrieb überlastet war.

### 1914 bis 1922 – Erster Weltkrieg, Kriegsgefangenschaft und Zeit in der Sowjetunion
1914 wurde er zum Militärdienst eingezogen. Er wurde in der Festung Przemyśl stationiert. Nach der Kapitulation der Garnison gelangte Adamič in russische Gefangenschaft. Er wurde in einem Lager bei Taschkent interniert und erkrankte dort an Malaria. Auf Grund seiner Fähigkeiten wurde er im Februar 1917 zunächst in der Verwaltung als Zeichner eingesetzt. Dank seiner musikalischen Begabung wurde er im selben Jahr noch als Musiklehrer eingesetzt und leitete einen Beamtenchor. Nach der Revolution wollte er, nach Hause zurückkehren, doch die Umstände erlaubten es nicht. Wegen der komplizierten Situation 1918 wurde er als Lehrkraft am Volkskonservatorium, dem späteren Staatlichen Konservatorium in Taschkent, aufgenommen. Er lehrte Musiktheorie und Harmonielehre am Konservatorium und an der Lehrerbildungsanstalt, leitete den Nationalchor und arbeitete am Theater. Im letzten Jahr seines Aufenthaltes wurde er Mitglied einer nationalen ethnographischen Kommission und sammelte Volksmusik. Er komponierte und verwendete slowenische, tartarische und kirgisische Motive. Nach mehreren Quellen wurde er sogar Direktor des Konservatoriums. Bis 1920 blieb er in Taschkent und war einer der bekanntesten Musiklehrer.

### 1922 bis 1936 – Zeit in Ljubljana
Im August 1920 kehrte er nach Slowenien zurück. Er wurde als Musiklehrer an einer Jungenschule in Ljubljana eingestellt. Da er an Schwerhörigkeit und einer Ohrenerkrankung litt, wurde er für ein halbes Jahr in den Krankenstand versetzt, und er nahm eine Auszeit. Er reiste durch Bosnien und an die Adria und sammelte Volkslieder, die er später in seinen Kompositionen verwendete. Zwischen 1921 und 1924 unterrichtete er regelmäßig an der Schule St. Cäcilia. Er ging für ein Jahr ans Konservatorium nach Wien, um sich auf die Staatsprüfung vorzubereiten. Die Abschlussprüfung legte er 1922 am Konservatorium in Ljubljana mit Bravour ab und beendete dort formal seine Ausbildung. Von Januar 1928 bis Dezember 1929 war er Herausgeber der Zeitschrift Nova musika. Von 1924 bis 1936 unternahm mit verschiedenen Chören Konzertreisen, vor allem nach Bulgarien und in die Tschechoslowakei. 1931 wurde er Musikprofessor in Ljubljana. Er war Dozent und Chorleiter. Ein Jahr später wurde er gegen seinen Willen ans Gymnasium in Ljubljana versetzt, was er als großes Unrecht empfand. Während seiner regulären Arbeit gab er bei verschiedenen Verbänden Gesangs- und Chorkurse.
Nach seiner Rückkehr lebte er als Musiklehrer und Komponist bis zu seinem Tode in Ljubljana. Kurz nachdem er einen pädagogischen Kongress in Prag besucht hatte, verstarb er am 6. Dezember 1936 an einer Embolie in Ljubljana.

## Wirken
Adamič komponierte Orchesterwerke (Tatarische Suite, Aquarelle aus Ljubljana), Chorwerke (Die Teufelsbraut, Kaiser Samuels Tod) und Lieder (Bauernwinterlied, Nachtgesänge), in denen er Elemente der slowenischen Volksmusik verwendete.